# Кырбаш
Кырбаш — деревня в Сабинском районе Татарстана. Входит в состав Шеморданского сельского поселения.

## География
Находится в северо-западной части Татарстана на расстоянии приблизительно 19 км на север по прямой от районного центра поселка Богатые Сабы к западу от села Шемордан.

## История
Основана в начале 1920-х годов.

## Население
Постоянных жителей было: в 1926 году — 265, в 1938—252, в 1949—270, в 1970—397, в 1979—182, в 1989—125, 98 в 2002 году (татары 98 %), 85 в 2010.